# Philipp von Gmünd
Philipp von Gmünd, genannt Hünermenger (* vor 1482 in Frankfurt am Main; † 1523) war ein deutscher Baumeister und Bildhauer. Er war einer der wichtigsten Künstler der Spätgotik am Mittelrhein.

## Leben
Philipp von Gmünd wurde in Frankfurt geboren und lernte vermutlich in der „Bauhütte des Pfarrturms“, d. h. des Kaiserdoms St. Bartholomäus. Er kam damit mit der Arbeit des Dom- und Stadtbaumeisters Madern Gerthener in Berührung und wurde stilistisch von ihm geprägt.
Seit 1482 ist Philipp in Meisenheim nachweisbar. Unter dem Nachfolger Ludwigs I. von Pfalz-Zweibrücken, genannt der Schwarze, Herzog Alexander vollendete Philipp die Meisenheimer Kirche und errichtete die Alexanderkirche in Zweibrücken. Philipp  bewarb sich, wenn auch erfolglos, mehrmals um die Stelle des Stadtwerkmeisters in Frankfurt. Er leitete die „Meisenheimer Schule“, der unter seiner Federführung neben der Schlosskirche in Meisenheim auch die Alexanderkirche in Zweibrücken und weitere Chorbauten zugeschrieben werden.

## Werke
Wegen fehlender oder verloren gegangener Urkunden kann Philipps Urheberschaft für viele Bauwerke nur anhand von stilistischen Gemeinsamkeiten oder Steinmetzzeichen vermutet werden.
- Gabsheim: katholische Pfarrkirche St. Alban[1]
- Frankfurt: Leonhardskirche, Umbau des Hauptschiffs sowie der Anbau von zwei Seitenschiffen
- Kiedrich: Wallfahrtskirche St. Valentinus, gotische Bauphase etwa 1480 bis 1493[2]
- Meisenheim: evangelische Schlosskirche, ab 1479[3]
- Monzingen an der Nahe: Pfarrkirche St. Martin, ab 1488
- Münsterappel: Protestantische Kirche, ehemals Klosterkirche St. Gangolf, 1492
- Rhodt unter Rietburg, St. Georgskirche. Der heute noch erhaltene Westturm trägt am Erdgeschossgewölbe die Jahreszahl 1481.[4]
- Zweibrücken: Alexanderkirche, ab 1493